# Obereopsis paraflaveola
Obereopsis paraflaveola là một loài bọ cánh cứng trong họ Cerambycidae.